# Chrysolina chalcites
Chrysolina chalcites é uma espécie de artrópode, pertencente à família Chrysomelidae.